# Georg Wichmann
Georg Wichmann (né en 1876 à Löwenberg, mort en 1944 à Schreiberhau) est un peintre allemand.

## Biographie
Georg Wichmann passe son enfance en Poméranie. Il commence à étudier la peinture à l'Académie des arts de Berlin auprès d'Anton von Werner. À partir de 1897, il poursuit ses études à Breslau auprès d'Eduard Kaempffer et Carl Ernst Morgenstern, puis à partir de 1898 auprès de Leopold von Kalckreuth à Karlsruhe. De 1901 à 1903, il travaille aux soins des tableaux dans les galeries du comte Eduard von Pückler (de) à Schedlau et du comte Friedrich von Praschma (de) à Falkenberg.

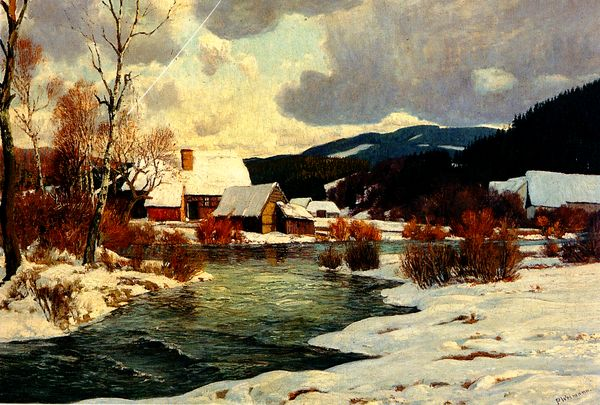
Paysage d'hiver dans les Monts des Géants, vers 1920.

En 1903, il s'installe dans les monts des Géants et y reste sauf pour son service pendant la Première Guerre mondiale.
En 1922, avec Paul Aust (de), il cofonde l'Association des artistes de St. Lukas dans la ville de Basse-Silésie de Schreiberhau dans les monts des Géants, une association d'artistes qui proposent leurs travaux dans le Lukasmühle à Schreiberhau ainsi que à Hirschberg et Bad Warmbrunn. En 1924, il s'installe dans un appartement nouvellement construit à Schreiberhau près de la Lukasmühle.
Georg Wichmann s'intéresse principalement à la peinture de paysage. Ses œuvres montrent des influences de l'impressionnisme.
Son fils est l'historien d'art munichois Siegfried Wichmann (de).